# Atletica leggera ai Giochi della XI Olimpiade - 110 metri ostacoli

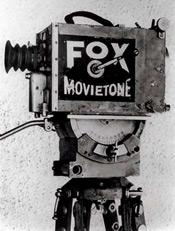
Video di semifinali e finale (commento in spagnolo)

La competizione dei 110 metri ostacoli maschili di atletica leggera ai Giochi della XI Olimpiade si è disputata nei giorni 5 e 6 agosto 1936 allo Stadio Olimpico di Berlino.

## L'eccellenza mondiale
| Primatisti europei      | 14"4 1929 14"4 1931 | Eric Wennström Bengt Sjöstedt | Rit. 1930 Assente |
| Primatista mondiale     | 14”1y 1936          | Forrest Towns                 | Presente          |
| Vincitore selezioni USA | 14”3                | Forrest Towns                 | Presente          |

1. ↑  Tempo ottenuto sulle 120 iarde.

## La gara
Nella prima semifinale il primatista Towns corre in 14"1 eguagliando il suo record mondiale. La seconda serie è appannaggio del britannico Donald Finlay in 14"5, davanti a Frederick Pollard, il primo nero americano di livello internazionale sugli ostacoli alti.
In finale Frederick Pollard è il primo ad uscire dai blocchi, ma colpisce il secondo ostacolo. Viene raggiunto da Towns, che lo supera. Pollard, secondo, sul finire della gara è sfortunato: colpisce anche il decimo ed ultimo ostacolo e perde la seconda posizione a vantaggio di Finlay.

## Risultati

### Turni eliminatori
| 6 Batterie   | 5 agosto (16:30) | 31 partenti   | Si qualificano i primi 2. |
| 2 Semifinali | 6 agosto (15:00) | 6 + 6         | Si qualificano i primi 3. |
| Finale       | 6 agosto (17:45) | 6 concorrenti |                           |

### Batterie
| Pos. | Atleta             | Nazione   | Tempo |
| ---- | ------------------ | --------- | ----- |
| 1    | Tom Lavery         | Sudafrica | 15"0  |
| 2    | Larry O'Connor     | Canada    | 15"1  |
| 3    | Khristos Mantikas  | Grecia    | 15"2  |
| 4    | Svend Aage Thomsen | Danimarca | 15"3  |
| 5    | Juul Bosmans       | Belgio    |       |
| 6    | Yasuharu Furuta    | Giappone  |       |

| Pos. | Atleta          | Nazione            | Tempo |
| ---- | --------------- | ------------------ | ----- |
| 1    | Fritz Pollard   | Stati Uniti        | 14"7  |
| 2    | John Thornton   | Gran Bretagna      | 15"0  |
| 3    | Johann Langmayr | Austria            | 15"1  |
| 4    | Willi Welscher  | Germania           | 15"2  |
| 5    | Huang Yingjie   | Repubblica di Cina |       |

| Pos. | Atleta           | Nazione        | Tempo |
| ---- | ---------------- | -------------- | ----- |
| 1    | Don Finlay       | Gran Bretagna  | 14"7  |
| 2    | Tadashi Murakami | Giappone       | 15"3  |
| 3    | Jim Worrall      | Canada         | 15"6  |
| 4    | Darcy Guimarães  | Brasile        |       |
| 5    | Ludvík Kománek   | Cecoslovacchia |       |

| Pos. | Atleta           | Nazione            | Tempo |
| ---- | ---------------- | ------------------ | ----- |
| 1    | Roy Staley       | Stati Uniti        | 15"0  |
| 2    | Juan Lavenás     | Argentina          | 15"1  |
| 3    | Ashleigh Pilbrow | Gran Bretagna      | 15"5  |
| 4    | Ioannis Skiadas  | Grecia             |       |
| 5    | Lin Shaozhou     | Repubblica di Cina |       |

| Pos. | Atleta         | Nazione     | Tempo |
| ---- | -------------- | ----------- | ----- |
| 1    | Forrest Towns  | Stati Uniti | 14"5  |
| 2    | Erwin Wegner   | Germania    | 15"1  |
| 3    | Ernst Leitner  | Austria     | 15"3  |
| 4    | René Kunz      | Svizzera    |       |
| 5    | Kotaro Shimizu | Giappone    |       |

| Pos. | Atleta         | Nazione    | Tempo |
| ---- | -------------- | ---------- | ----- |
| 1    | Håkan Lidman   | Svezia     | 14"9  |
| 2    | Vane Ivanović  | Jugoslavia | 15"1  |
| 3    | Gianni Caldana | Italia     | 15"1  |
| 4    | Alf Watson     | Australia  | 15"1  |
| 5    | Miguel White   | Filippine  |       |

### Semifinali
| Pos. | Atleta           | Nazione       | Tempo |
| ---- | ---------------- | ------------- | ----- |
| 1    | Forrest Towns    | Stati Uniti   | 14"1  |
| 2    | Håkan Lidman     | Svezia        | 14"5  |
| 3    | John Thornton    | Gran Bretagna | 14"7  |
| 4    | Roy Staley       | Stati Uniti   | 14"8  |
| 5    | Tadashi Murakami | Giappone      | 15"1  |
| 6    | Juan Lavenás     | Argentina     | 15"6  |

| Pos. | Atleta            | Nazione       | Tempo |
| ---- | ----------------- | ------------- | ----- |
| 1    | Don Finlay        | Gran Bretagna | 14"5  |
| 2    | Fritz Pollard Jr. | Stati Uniti   | 14"6  |
| 3    | Larry O'Connor    | Canada        | 15"0  |
| 4    | Vane Ivanović     | Jugoslavia    | 15"2  |
| 5    | Erwin Wegner      | Germania      | 15"3  |
| 6    | Tom Lavery        | Sudafrica     | 15"6  |

### Finale
| Pos.    | Corsia | Atleta            | Età | Nazione       | Tempo |
| ------- | ------ | ----------------- | --- | ------------- | ----- |
| Oro     | 2      | Forrest Towns     | 22  | Stati Uniti   | 14"2  |
| Argento | 1      | Don Finlay        | 27  | Gran Bretagna | 14"4  |
| Bronzo  | 6      | Fritz Pollard Jr. | 21  | Stati Uniti   | 14"4  |
| 4       | 3      | Håkan Lidman      | 21  | Svezia        | 14"4  |
| 5       | 4      | John Thornton     | 25  | Gran Bretagna | 14"7  |
| 6       | 5      | Larry O'Connor    | 19  | Canada        | 14"8  |

In una gara post olimpica a Oslo, sulla pista del Bislett, Towns fermerà i cronometri in un eccezionale 13”7, che rimarrà primato del mondo per 14 anni.